# Sant Jaume de Valldecerves
Santa Maria de Valldossera és una església del municipi de Querol (Alt Camp) inclosa en l'Inventari del Patrimoni Arquitectònic de Catalunya.

## Descripció
Es troba integrada dins el conjunt de la masia de Valldecerves. Es tracta d'una petita església de planta rectangular, una sola nau i capçalera d'absis semicircular, de la mateixa amplada, amb decoració d'arcs llombards i tres finestres de doble esqueixada. Es cobreix amb teulada a un vessant. L'accés es realitza per una porta situada a la façana sud que actualment no és visible a causa de la integració de l'edifici en la masia.

## Notícies històriques
L'origen de la capella de Sant Jaume es troba en època medieval. La senzillesa de la construcció i les seves característiques formals la situen en el context de l'estil romànic (possiblement del segle XII).